# フアン・ロンビス
フアン・ロンビス（Juan Rombys、1987年3月5日 - ）は、ウルグアイのラグビーユニオン選手。

## プロフィール
- ウルグアイ・パイサンドゥー出身[1]。
- ポジションはプロップ(PR)。
- 身長 188cm、体重 117kg
- ウルグアイ代表キャップは31（2025年4月現在）でラグビーワールドカップ2019のウルグアイ代表に選ばれた[2]。

## 略歴
2010年、トレボールに加入。